# Hoplopyga marginesignata
Hoplopyga marginesignata är en skalbaggsart som beskrevs av Hippolyte Louis Gory och Achille Rémy Percheron 1833. Hoplopyga marginesignata ingår i släktet Hoplopyga och familjen Cetoniidae. Inga underarter finns listade i Catalogue of Life.